# Campionats de Natació Pan Pacific
Els Campionats de Natació Pan Pacific es disputen des de l'any 1985, amb una primera edició celebrada a Tòquio (Japó). La cita fou programada inicialment amb caire biennal encara que des del 2002 es disputa quadriennalment. Inicialment, hi participaven esportistes de quatre nacionalitats: el Canadà, els Estats Units, Austràlia i el Japó. Posteriorment foren convidats d'altres països no europeus com Corea del Sud, Xina, Nova Zelanda i Brasil. La cita és considerada com una de les més competides del calendari juntament amb els Jocs Olímpics, els Campionats Mundials i els Campionats Europeus, en part per la participació dels nedadors de dues potències en el sector com són els Estats Units i Austràlia.
A diferència dels Campionats Mundials i els Jocs Olímpic, els països participants aporten més nedadors (reduïts a dos en cadascuna de les proves en les altres competicions internacionals) encara que només dos poden competir a les sèries finals dels Campionats Pan Pacific.

## Edicions
| Any  | Campionat                             | Seu                   | Dates                   | Ref.  |
| ---- | ------------------------------------- | --------------------- | ----------------------- | ----- |
| 1985 | I Campionat de Natació Pan Pacific    | Tòquio, Japó          | 15-18 d'agost de 1985   |       |
| 1987 | II Campionat de Natació Pan Pacific   | Brisbane, Austràlia   | 13-16 d'agost de 1987   |       |
| 1989 | III Campionat de Natació Pan Pacific  | Tòquio, Japó          | 17-20 d'agost de 1989   |       |
| 1991 | IV Campionat de Natació Pan Pacific   | Edmonton, Canadà      | 22-25 d'agost de 1991   | [ 2 ] |
| 1993 | V Campionat de Natació Pan Pacific    | Kobe, Japó            | 12-15 d'agost de 1993   |       |
| 1995 | VI Campionat de Natació Pan Pacific   | Atlanta, Estats Units | 10-13 d'agost de 1995   |       |
| 1997 | VII Campionat de Natació Pan Pacific  | Fukuoka, Japó         | 10-13 d'agost de 1997   | [ 3 ] |
| 1999 | VIII Campionat de Natació Pan Pacific | Sydney, Austràlia     | 22-29 d'agost de 1999   | [ 4 ] |
| 2002 | IX Campionat de Natació Pan Pacific   | Yokohama, Japó        | 24-29 d'agost de 2002   | [ 5 ] |
| 2006 | X Campionat de Natació Pan Pacific    | Victòria, Canadà      | 17-20 d'agost de 2006   | [ 6 ] |
| 2010 | XI Campionat de Natació Pan Pacific   | Irvine, Estats Units  | 18 a 22 d'agost de 2010 | [ 7 ] |
| 2014 | XII Campionat de Natació Pan Pacific  | Gold Coast, Austràlia | 21 a 25 d'agost de 2014 | [ 1 ] |
| 2018 | XIII Campionat de Natació Pan Pacific | Tòquio, Japó          | 9 al 13 d'agost de 2018 |       |
| 2026 | XIV Campionat de Natació Pan Pacific  | TBA, Canadà           |                         | [ 8 ] |